# Cruz Azul
Cruz Azul Futbol Club A.C., cunoscut mai simplu ca Cruz Azul (pronunțat [kɾus aˈsul], "Crucea Azurie"), e un club de fotbal profesionist din Mexico City, Mexic; care e originar din Ciudad Cooperativa Cruz Azul statul mexican Hidalgo. Cruz Azul evoluează în Primera División de México și stadionul de casă al său e Estadio Azul, amplasat în partea de sud-vest a Mexico City în Colonia Ciudad de los Deportes. Echipa s-a mutat aici în 1996, după ce jucase multe sezoane pe Stadionul Azteca.

Cruz Azul a fost campioană a Mexicului de 8 ori, fiind depășită la acest capitol doar de Toluca (10 ori), Club América (11 ori) și C.D. Guadalajara (11 ori). Ea a fost prima echipă mexicană și în genere prima din zona CONCACAF care a ajuns în finala Copa Libertadores, unde însă a pierdut la penalty-uri în fața argentinienilor de la Boca Juniors.

## Lotul actual
La 17 ianuarie 2025.
| Nr. |           | Poziție | Jucător                  |
| --- | --------- | ------- | ------------------------ |
| 1   | Mexic     | P       | Andrés Gudiño            |
| 2   | Mexic     | F       | Jorge Sánchez            |
| 3   | Mexic     | F       | Omar Campos              |
| 4   | Columbia  | F       | Willer Ditta             |
| 5   | Mexic     | F       | Jesús Orozco             |
| 6   | Mexic     | M       | Érik Lira                |
| 7   | Polonia   | M       | Mateusz Bogusz           |
| 8   | Argentina | M       | Lorenzo Faravelli        |
| 9   | Mexic     | A       | Ángel Sepúlveda          |
| 10  | Mexic     | M       | Andrés Montaño           |
| 11  | Grecia    | A       | Giorgos Giakoumakis      |
| 14  | Mexic     | M       | Alexis Gutiérrez         |
| 15  | Uruguay   | M       | Ignacio Rivero (căpitan) |

| Nr. |           | Poziție | Jucător                         |
| --- | --------- | ------- | ------------------------------- |
| 17  | Mexic     | M       | Amaury García                   |
| 18  | Argentina | M       | Luka Romero                     |
| 19  | Mexic     | M       | Carlos Rodríguez (vice-căpitan) |
| 21  | Uruguay   | A       | Gabriel Fernández               |
| 22  | Mexic     | F       | Raymundo Rubio                  |
| 23  | Columbia  | P       | Kevin Mier                      |
| 26  | Mexic     | F       | Carlos Vargas                   |
| 29  | Argentina | M       | Carlos Rotondi                  |
| 30  | Mexic     | P       | Emmanuel Ochoa                  |
| 32  | Mexic     | M       | Cristian Jiménez                |
| 33  | Argentina | F       | Gonzalo Piovi                   |
| 34  | Mexic     | M       | Leonardo Sámano                 |
| 35  | Mexic     | A       | Luis Gutiérrez                  |

## Jucători notabili
Acești jucători au adus contribuții semnificative la istoria clubului fiind în club de cel puțin cinci ani, au avut peste 100 de apariții în meciuri, au marcat peste 50 de goluri, au primit recunoașterea de către țara lor de origine sub formă de convocări la națională sau au adus contribuții semnificative la sport fie înainte, fie dupa ce au jucat pentru echipa respectivă.
| - Héctor Adomaitis - Gonzalo Belloso - José Luis Ceballos - Miguel Ángel Cornero - César "Chelito" Delgado - Marcelo Delgado - Daniel "Cata" Díaz - Ricardo Ferrero - Luciano Figueroa - Christian "Chaco" Giménez - Patricio Hernández - Miguel "El Gato" Marín - Ángel "Matute" Morales - Gabriel Pereyra - Norberto Scoponi - Pablo Gabriel Torres - Emanuel "Tito" Villa - Julio Alberto Zamora - Julio César Pinheiro - Sandrino Castec - Pablo Galdames - Hugo González - Juan Carlos Letelier - Carlos "Bufalo" Poblete - Waldo Ponce - Alberto Quintano - Eduardo Rubio | - Luis Amaranto Perea - Jhon Culma - John Restrepo - Álex Aguinaga - Agustín Delgado - James Owusu-Ansah - Ramón Núñez - Carlos Pavon - Mauro Camoranesi - Carmelo D'Anzi - Juan Manuel Alejandrez - Sergio Almaguer - Javier Aquino - Néstor Araujo - Joaquín Beltrán - Marcelino Bernal - Melvin Brown - Fernando Bustos - Adrián Camacho - Tomás Campos - Salvador Carmona - Guadalupe Castañeda - Horacio Cervantes - José de Jesús "Chuy" Corona - Ignacio Flores - Luis Flores - Francisco "Kikin" Fonseca - Aarón Galindo - Benjamín Galindo | - Victor Gutiérrez - Javier "Kalimán" Guzmán - Carlos Hermosillo - José Alberto Hernández - Luis Hernández - Joel Huiqui - Horacio López Salgado - Israel López - Gerardo Lugo Gómez - Guillermo Mendizábal - Juan Mendoza - Rodolfo Montoya - Emilio Mora - Octavio Mora - Octavio Muciño - Antonio Munguía - Jaime Ordiales - Javier "Chuletita" Orozco - Ricardo Osorio - Francisco Palencia - Gustavo Peña - Carlos Pérez - Óscar "Conejo" Pérez - Jesús Prado - Héctor Pulido - Omar Rodríguez - Sergio Rubio - Víctor Ruiz | - Miguel Sabah - Javier Sánchez Galindo - Gerardo Torrado - César Villaluz - Miguel Zepeda - Carlos Bonet - Denis Caniza - José Saturnino Cardozo - Carlos Jara Saguier - Cristian Riveros - Eladio Vera - Julio César Yegros - Pablo Zeballos - John Galliquio - Percy Olivares - Juan Reynoso - Walter Vílchez - Cle Kooiman - Sebastián "Loco" Abreu - Richard Núñez - Juan Manuel Olivera - Santiago Ostolaza - Robert Siboldi - Nicolás Vigneri |

Jucători notabili
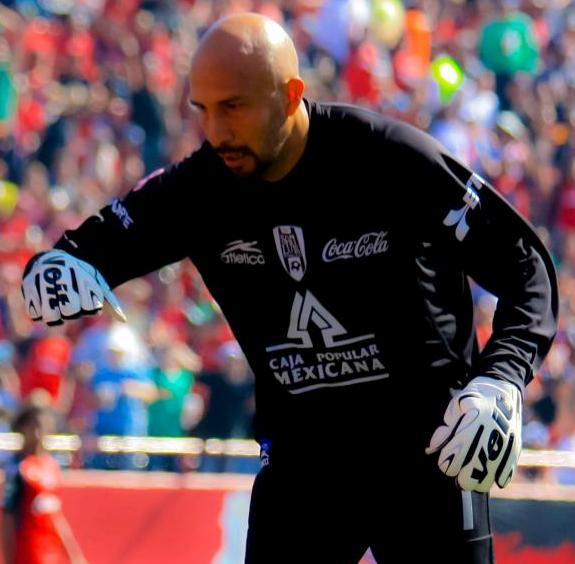
Óscar Pérez
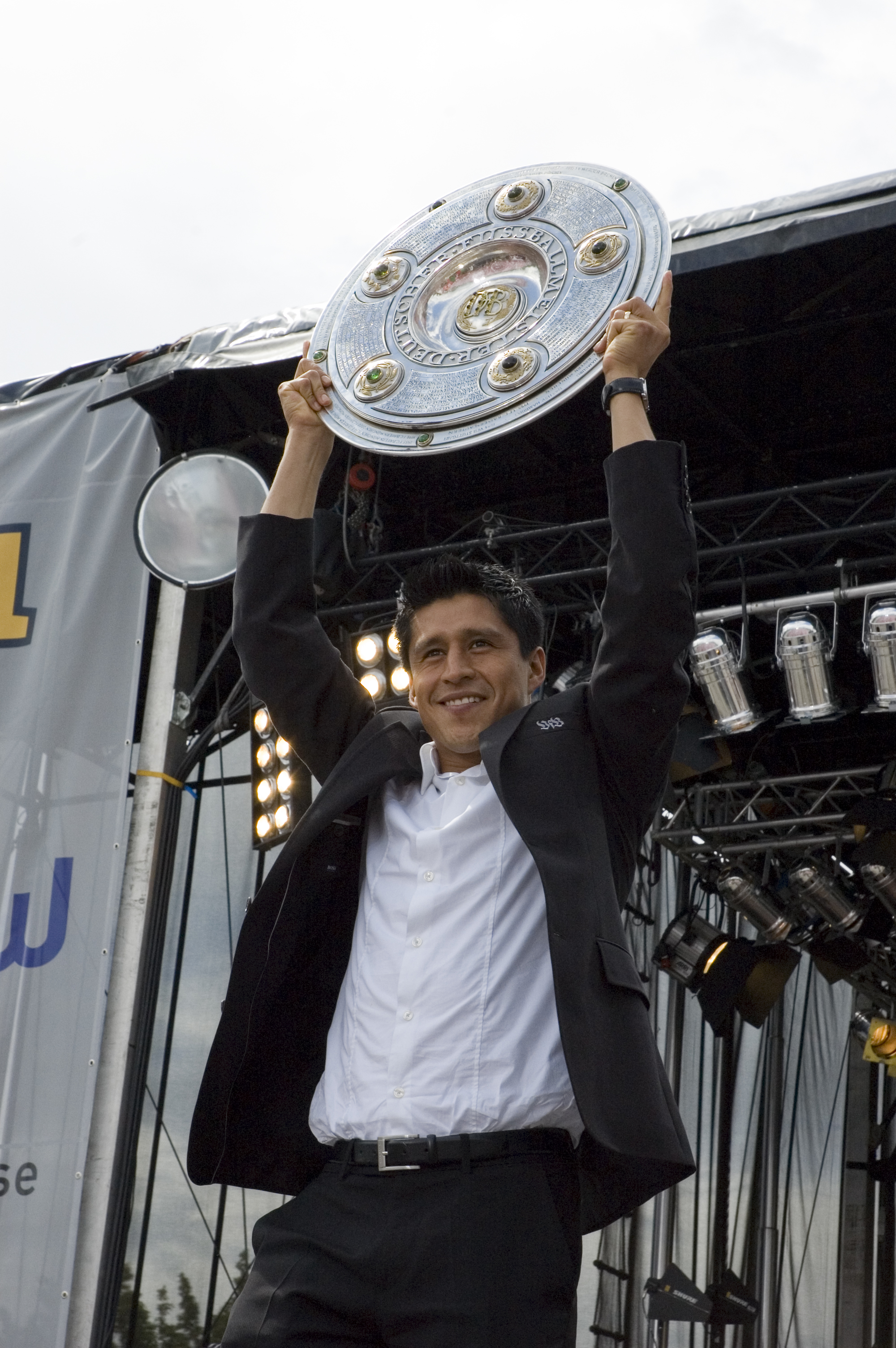
Ricardo Osorio
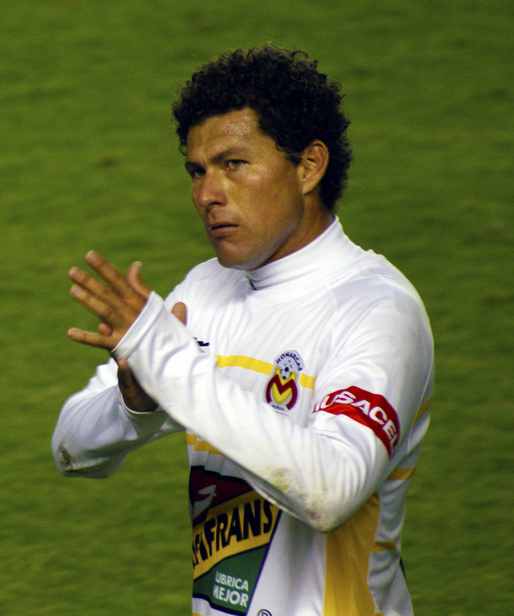
Miguel Sabah
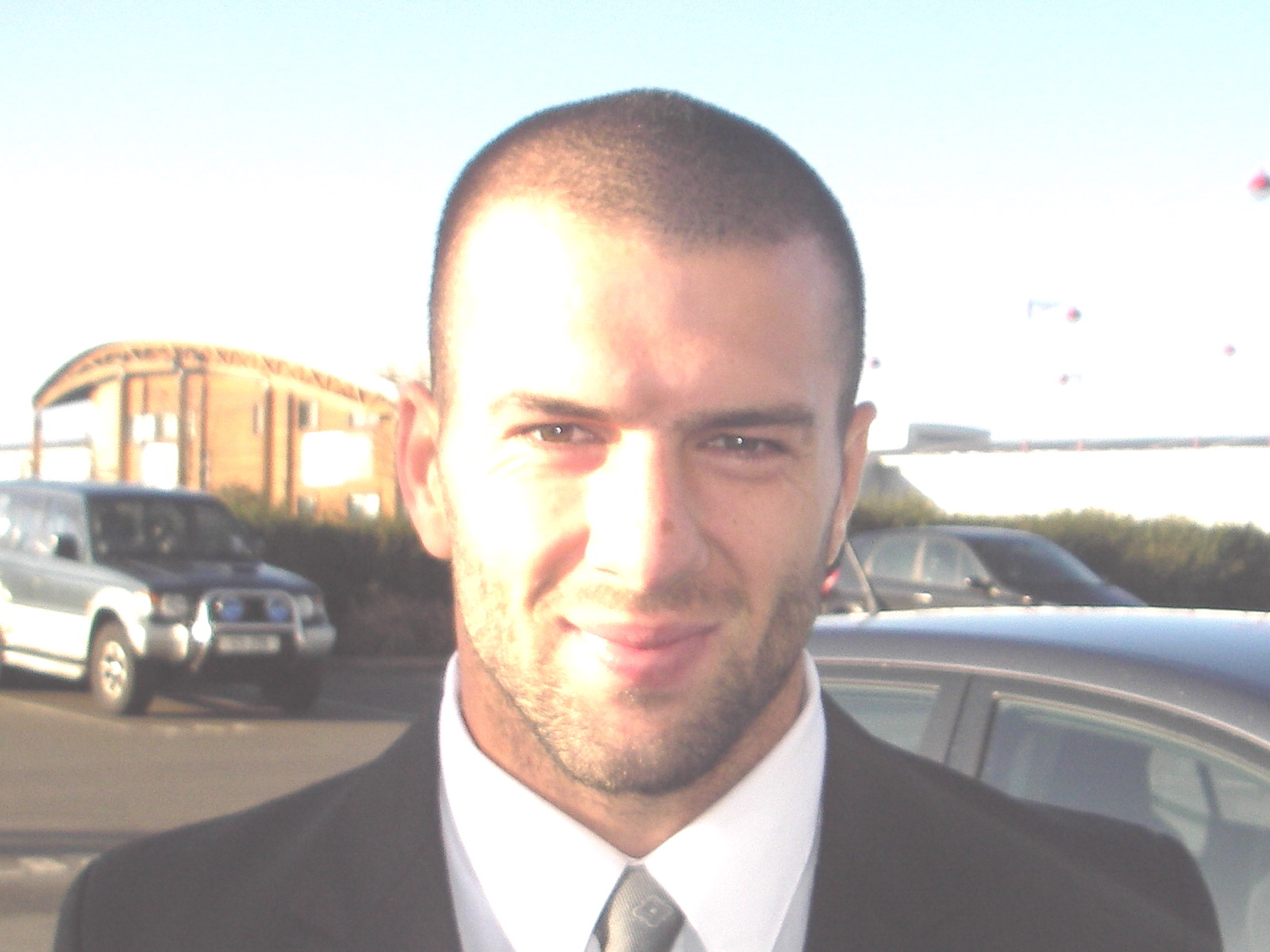
Emanuel Villa Argentine
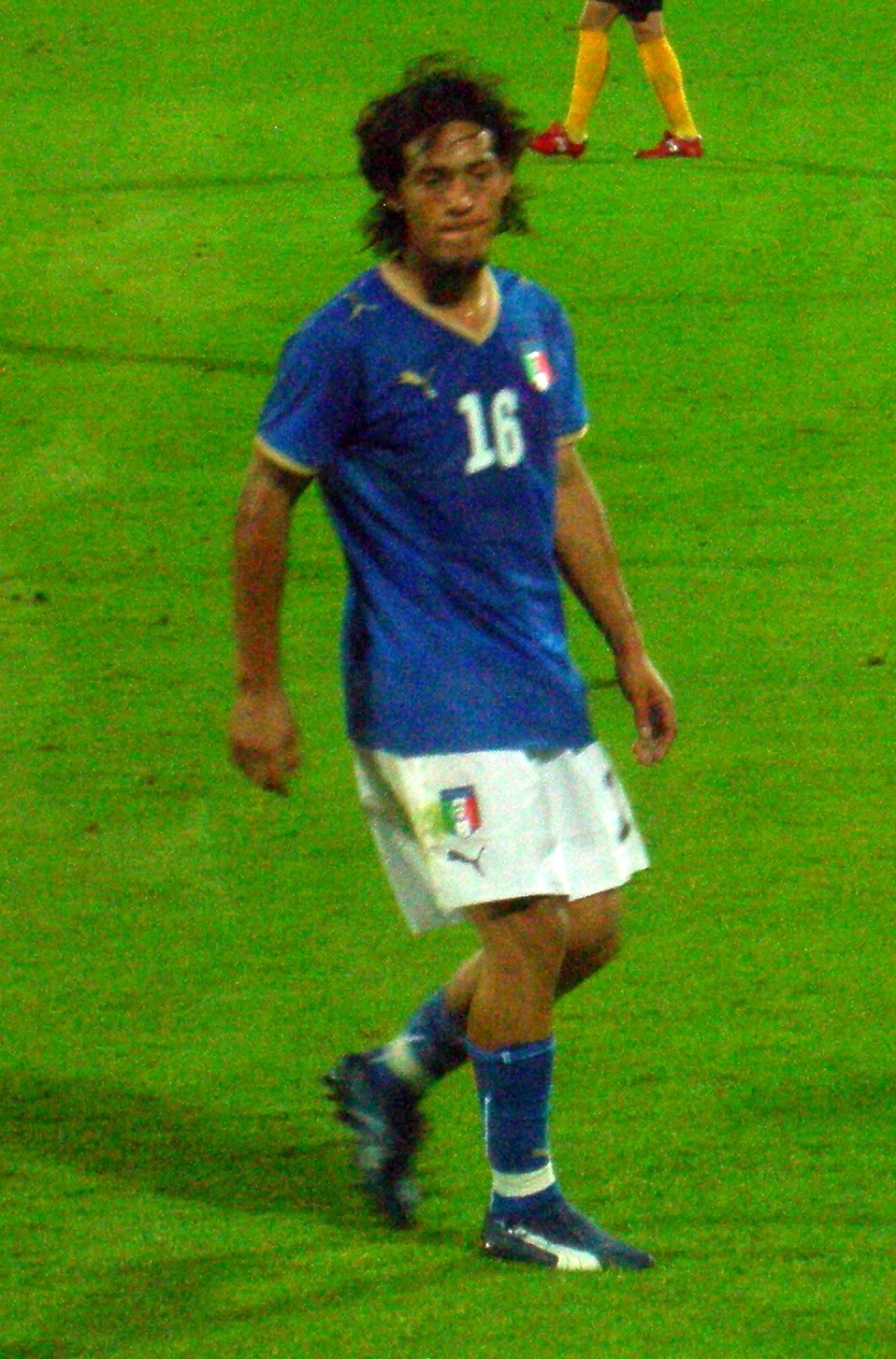
Mauro Camoranesi
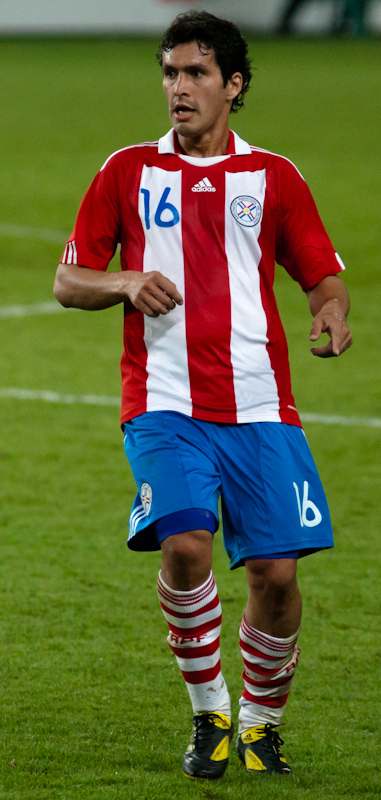
Cristian Riveros
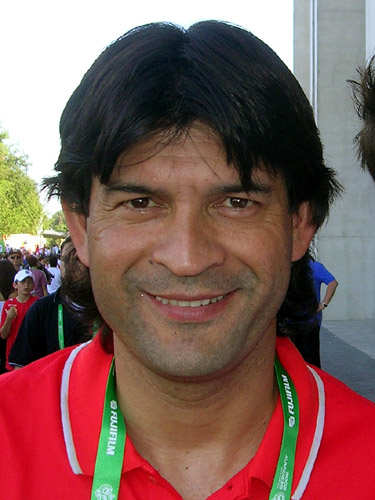
José Cardozo
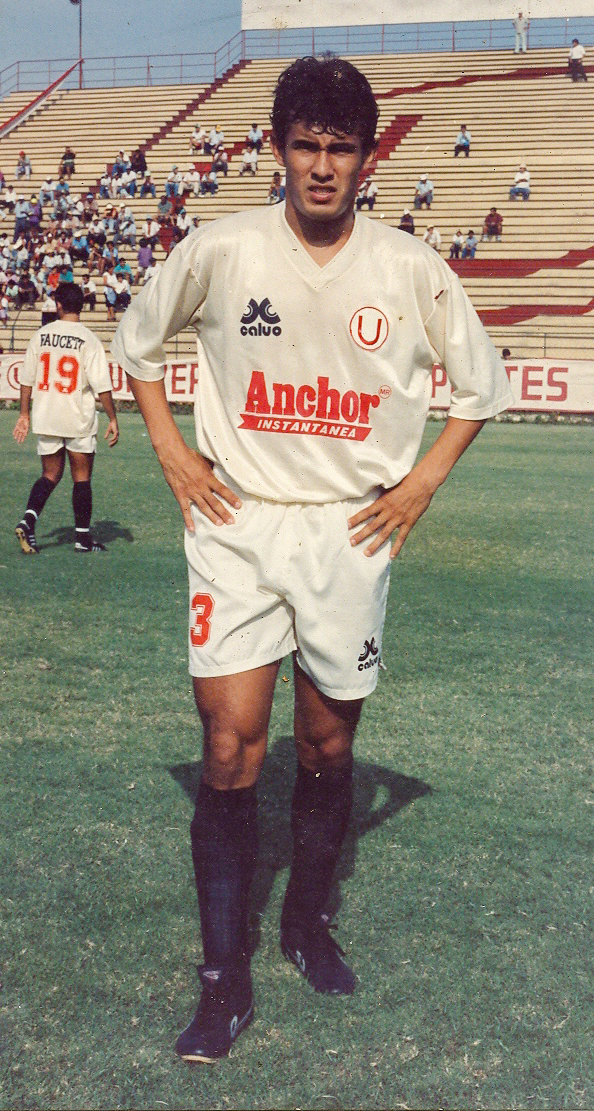
Juan Reynoso
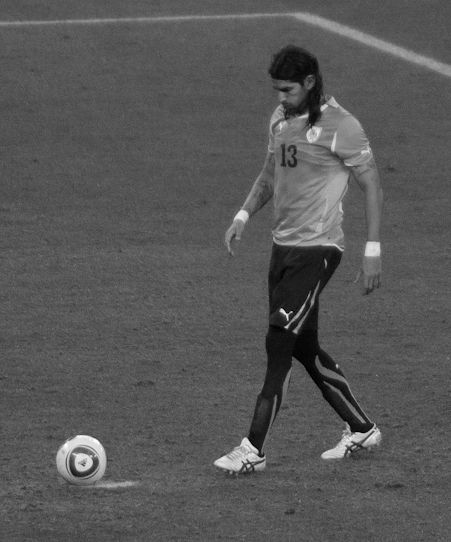
Sebatian Abreu

## Manageri
| Perioada           | Nume                                 | Note |
| ------------------ | ------------------------------------ | --- |
| 1962–66            | Jorge Marik                          | Primul antrenor al Cruz Azul în First Division.                                                                                   |
| 1966               | Walter Ormeño                        | |
| 1966–75            | Raúl Cárdenas                        | Antrenorul cel mai longeviv la Cruz Azul.                                                                                         |
| 1975–76            | José Moncebáez                       | |
| 1976               | Jorge Marik                          | |
| 1976               | Alfonso Portugal                     | |
| 1977–82            | Ignacio Trelles                      | |
| 1982               | Miguel Marín                         | |
| 1982–83            | Enrique Meza                         | |
| 1983–86            | Alberto Quintano                     | |
| 1986–88            | Hector Pulido                        | |
| 1988               | Manuel Lapuente                      | |
| 1988–90            | Mario Velarde                        | |
| 1990–92            | Ignacio Prieto                       | |
| 1992               | Nelson Acosta                        | |
| 1992–95            | Enrique Meza                         | |
| 1995–96            | Luis Fernando Tena                   | |
| 1996–97            | Víctor Manuel Vucetich               | A câștigat cel de-al doilea turneu al Cupei Mexicului pentru Cruz Azul.                                                           |
| 1997               | Jesús del Muro                       | |
| 1997–00            | Luis Fernando Tena                   | A câștigat cel de-al 8-lea titlu cu echipa în fața celor de la Club León. Și a pierdut finala lui C.F. Pachuca în 1999.           |
| March 2000–Dec 02  | José Luis Trejo                      | Antrenorul ce a dus-o în finala Copa Libertadores 2001 pe Cruz Azul.                                                              |
| Jan 2003–March 3   | Mario Carrillo                       | |
| March 2003–March 4 | Enrique Meza                         | |
| March 2004–Oct 04  | Luis Fernando Tena                   | |
| Sept 2005–Dec 05   | Rubén Omar Romano                    | |
| Jan 2006–June 7    | Isaac Mizrahi                        | |
| July 2007–June 8   | Sergio Markarián                     | A readus Cruzl Azul în finală după aproape 10 ani, pierzând în fața lui Santos Laguna.                                            |
| July 2008–June 9   | Benjamín Galindo                     | A pierdut două finale cu Cruz Azul, (Vs. Toluca în campionatul mexican, și Vs. Atlante F.C. în finala Concacaf Champions League). |
| July 2009–June 12  | Enrique Meza                         | |
| July 2012–         | Guillermo Vázquez Jr. (Memo Vazquez) | A câștigat cea de a treia cupă a Mexicului cu Cruz Azul.                                                                          |

## Sponsori
| Sezon   | Kit Manufacturer | Sponsori                                          |
| ------- | ---------------- | ------------------------------------------------- |
| 1994-97 | Azul Sport       | Cemento Cruz Azul                                 |
| 1997-98 | Fila             | Cemento Cruz Azul/Lada                            |
| 1998-01 | Fila             | Cemento Cruz Azul/Pepsi/Telmex                    |
| 2001-04 | Umbro            | Cemento Cruz Azul/Pepsi/Telmex                    |
| 2004-08 | Umbro            | Cemento Cruz Azul/Coca Cola/Telcel                |
| 2008-09 | Umbro            | Cemento Cruz Azul/Coca Cola/Telcel/Sony           |
| 2009-10 | Umbro            | Cemento Cruz Azul/Powerade/Telcel/Sony            |
| 2010-11 | Umbro            | Cemento Cruz Azul/Coca Cola/Telcel                |
| 2011-12 | Umbro            | Cemento Cruz Azul/Coca Cola/Telcel/Tecate/Volaris |

## Palmares

### Național
- Primera División de México: 8

1968-69, México 1970, 1971-72, 1972-73, 1973-74, 1978-79, 1979-80, Invierno 1997
Finalistă (10): 1969-70, 1980-81, 1986-87, 1988-89, 1994-95, Invierno 1999, Clausura 2008, Apertura 2008, Apertura 2009, Clausura 2013
- Segunda División de México: 1

1963-64
- Copa México/Copa MX: 3

1968-69, 1996-97, Clausura 2013
Finalistă (2): 1973-74, 1987-88
- Campeón de Campeones: 2

1968-69, 1973-74
Finalistă (1): 1972

### Internațional
- CONCACAF Champions Cup / CONCACAF Champions League: 5

1969, 1970, 1971, 1996, 1997
Finalistă (2): 2009, 2010
- Copa Libertadores: 0

Finalistă (1): 2001
- Copa Interamericana: 0

Finalistă (1): 1972

### Alte trofee
- Copa Pachuca: 5

1997, 1998, 2002, 2006, 2007
Finalistă (2): 2000, 2005
- 400 Monterrey Tournament Champion: 1

1996

### Turnee amicale
- Teresa Herrera Trophy: 0

Locul patru (1): 2000
Finalistă (1): 2002
Locul trei (1):2008
- Copa 5 De Mayo: 1

2004
- Copa Panamericana 2007

- Copa Cuauhtemoc: 1

2008
- Copa Aztex: 1

2009
- Foursquare Champion Azteca: 81

1981
- Burgos Tournament Champion: 1

1980
- Almeria Tournament Champion: 1

1979

## Recorduri
- Cruz Azul are distincția de a fi singurul club de fotbal mexican care a câștigat tripla Nord-americană: câștigarea Ligii, campionatului mexican și cel al Americii de Nord în 1997
- Acesta este al doilea club de mexican, cu mai multe titluri la nivel internațional (5 titluri în Copa de Campeones de CONCACAF, plus fu finalistă a Inter Cupei în 1972, și un a Copa Libertadores de America în 2001).
- Clubul mexican cu cele mai multe titluri din Copa de Campeones de CONCACAF -5 (la egalitate cu Club América).
- Este singura echipă care a pierdut 9 finale de Ligi
- Deține recordul pentru cele mai multe victorii consecutive din istoria primei divizii din Mexic: 10 victorii în sezonul 1971-1972.
- Echipa mexicană cu cel mai mare număr de jocuri playoff (43), inclusiv runde de reclasificare.
- Aceasta este prima echipă mexicană într-o finală cu un "gol de aur" (1997).
- Campion al primei ediții a Pan American Cup 2007, învingând-o pe Boca Juniors cu 3 la 1.
- Aceasta este echipa care a jucat finala Ligii de 14 ori și a pierdut 8
- Este singura echipă care a bătut-o în finală pe Club América (4-1) și a câștigat titlul de campion, în sezonul 1971-1972.
- Este una dintre cele trei echipe din istoria primei divizii din Mexic au câștigat liga de trei ori consecutiv (reușind asta în 1971-1972,1972-1973 și 1973-1974), celelalte două echipe sunt Club America, care a făcut un deceniu mai târziu și Club Deportivo Guadalajara.
- Este cea mai tânără echipă ce a devenit campioană și a cucerit cupa, având nevoie de doar cinci ani de la ascensiunea sa în sezonul 1968-1969.
- Este cea mai tânără echipă ce face șapte titluri de campioană (În numai 15 ani în Prima Divizie Mexicană)

## Statistici și recordurile clubului

### Perioada profesionistă (1964 - prezent)
- Sezoane în Primera División de México: 61
- Sezoane în 2nd Division o Primera "A": 4.
- Playoff-uri pentru titlu: 43
- Finale pentru titlu: 14 (71-72, 72-73, 73-74, 78-79, 79-80, 80-81, 86-87, 88-89, 94-95, Inv. 97, Inv. 99, Clau. 08, Aper. 08, Aper. 09)
- Locul 1: 11
- Retrogradată în 2nd Division o Primera "A": 0
- Promovată în 1st Div: 1 (1963–64)
- Cea mai repetată poziție finală: 1° (11 times)
- Cel mai bun loc în Primera División de México:
  - În turnee lungi: 1 (1968/1969, Mexico 1970, 1971/1972, 1972/1973, 1973/1974, 1978/1979, 1995/1996)
  - În turnee scurte: 1 (Winter 1998, Winter 2000, Apertura 2006, Apertura 2010.)
- Cel mai rău loc în Primera División:
  - În turnee lungi: 18° din 20 echipe: 1989-90
  - În turnee scurte: 18° din 18 echipe: Clausura 2009.
- Cel mai mare scor obținut :
  - Pe plan național: 8-2 vs. Toros Neza (1993–94).
  - Pe plan internațional: 12-2 cu  Leslie Green în 1988 CONCACAF Champions Cup și 11-0 cu  Seattle Sounders în 1996 CONCACAF Champions Cup
- Cel mai mare scor încasat :
  - Pe plan național: 0-5 de la América (1981–82).
  - Pe plan internațional: 1-6 de la  Fénix în 2003 Copa Libertadores
- Cele mai multe puncte într-un sezon :
  - În turnee lungi: 57 (1978–79)
  - În turnee scurte: 40 (iarna 1998)
- Cea mai lungă serie de meciuri fără înfrângere :
  - 19 ( 1973–74).
- Cea mai lungă serie de meciuri fără înfrângere pe teren propriu
  - 47 (1978–1980) (Record în fotbalul mexican)
- Cele mai multe goluri marcate într-un sezon :
  - În turnee lungi: 91 (1994–95).
  - În turnee scurte: 41 (Invierno 1998).
- Cele mai multe victorii într-un sezon: 22, sezonul 1971–72
- Cele mai multe victorii în deplasare: 11, 1979–80 (Record în fotbalului mexican)
- Cea mai lungă serie de jocuri fără gol primit: 5, season 1975–76, and 1983–84
- Cea mai lungă serie de victorii consecutive: 10, 1971–72 (Record în fotbalului mexican)
- Cele mai multe remize consecutive: 5, 1973–74
- Cele mai multe pierderi consecutive: 6, Clausura 2004
- Cele mai multe remize într-un sezon: 17, 1989–90
- Cele mai multe pierderi într-un sezon: 13, 1982–83 and 1989–90
- Cele mai multe meciuri fără victorie: 11, 1965–66
- Cele mai puține victorii într-un sezon: 2, Clausura 2009
- Cele mai puține remize într-un sezon: 0, Apertura 2009
- Cele mai puține pierderi într-un sezon: 1, Invierno 1998
- Jucătorul cu cele mai multe goluri într-un sezon:  Carlos Hermosillo - 35 în 1994–95
- Maximum titluri câștigate
  - Antrenor:
    -  Raul Cardenas 10 titluri (League 1968-69, Mexico 1970, 1971–72, 1972–73, 1973–74, Copa México 1968-69, Campeon de Campeones 1968-69 (great champion), CONCACAF Champions' Cup 1969, 1970 and 1971)

  - Jucător:
    -  Fernando Bustos 10 titluri (League 1968-69, Mexico 1970, 1971–72, 1972–73, 1973–74, Copa México 1968-69, Campeon de Campeones 1968-69 (great champion), CONCACAF Champions' Cup 1969, 1970 and 1971)

## Stadion

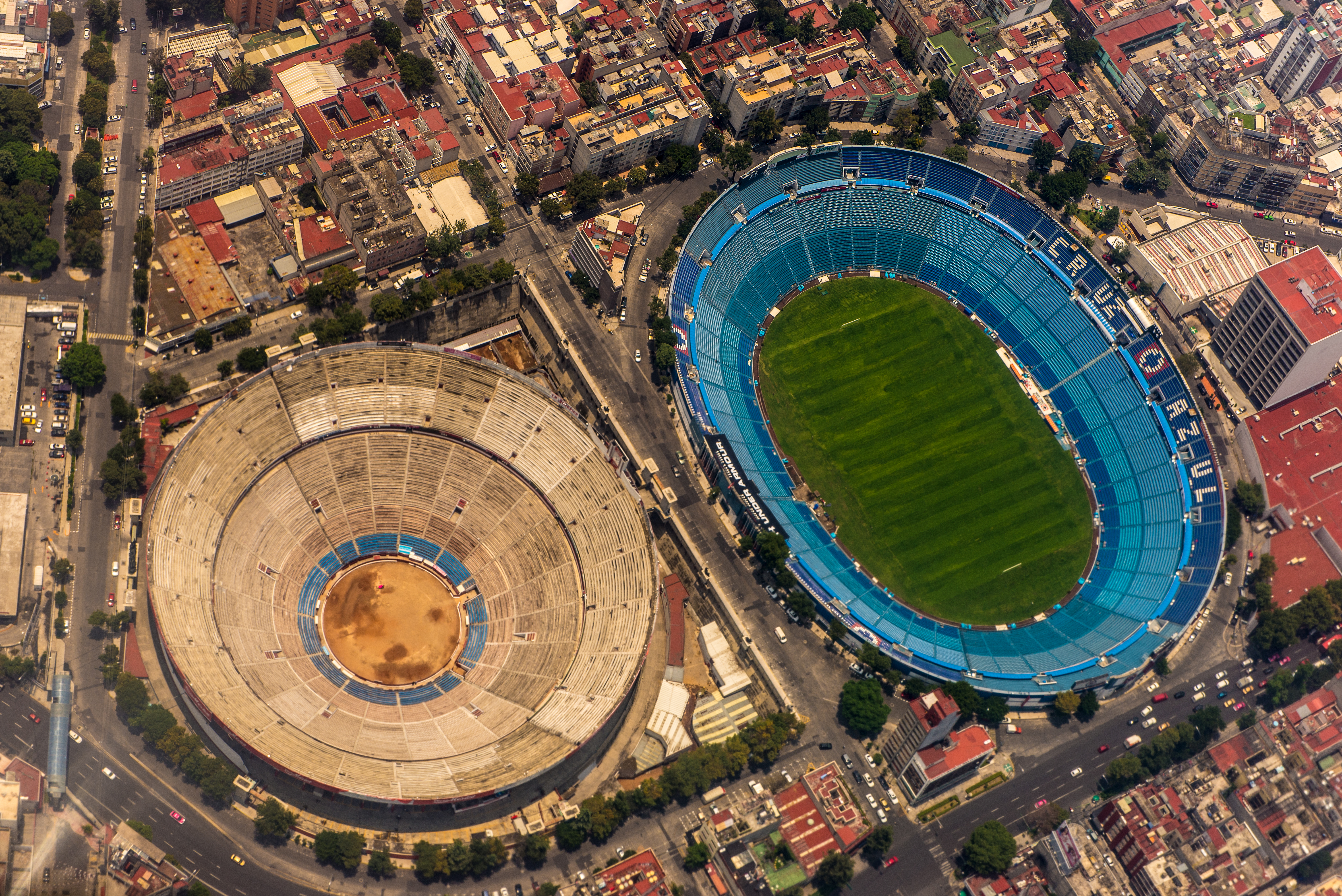
Estadio Azul

Echipa la moment joacă pe Estadio Azul. Stadionul se află în Mexico City. Districtul Federal este proprietarul stadionului Estadio Azul.
Echipa planifică să-și construiască un nou stadion, Nuevo Estadio Azul.

Stadionul
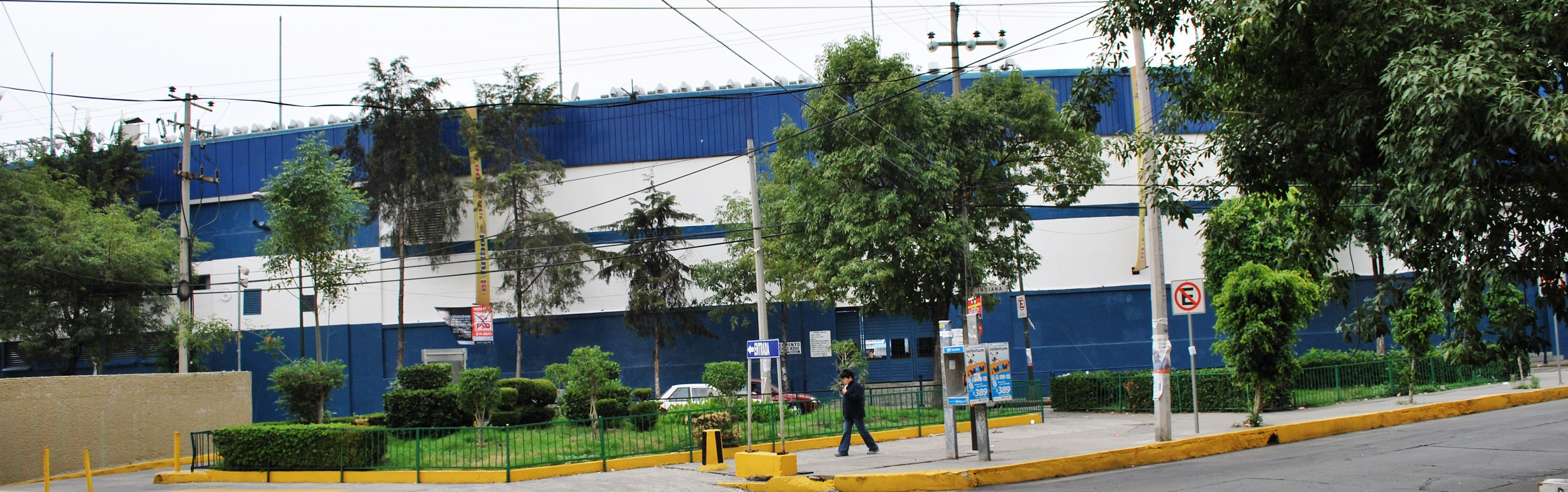
seen from a side street
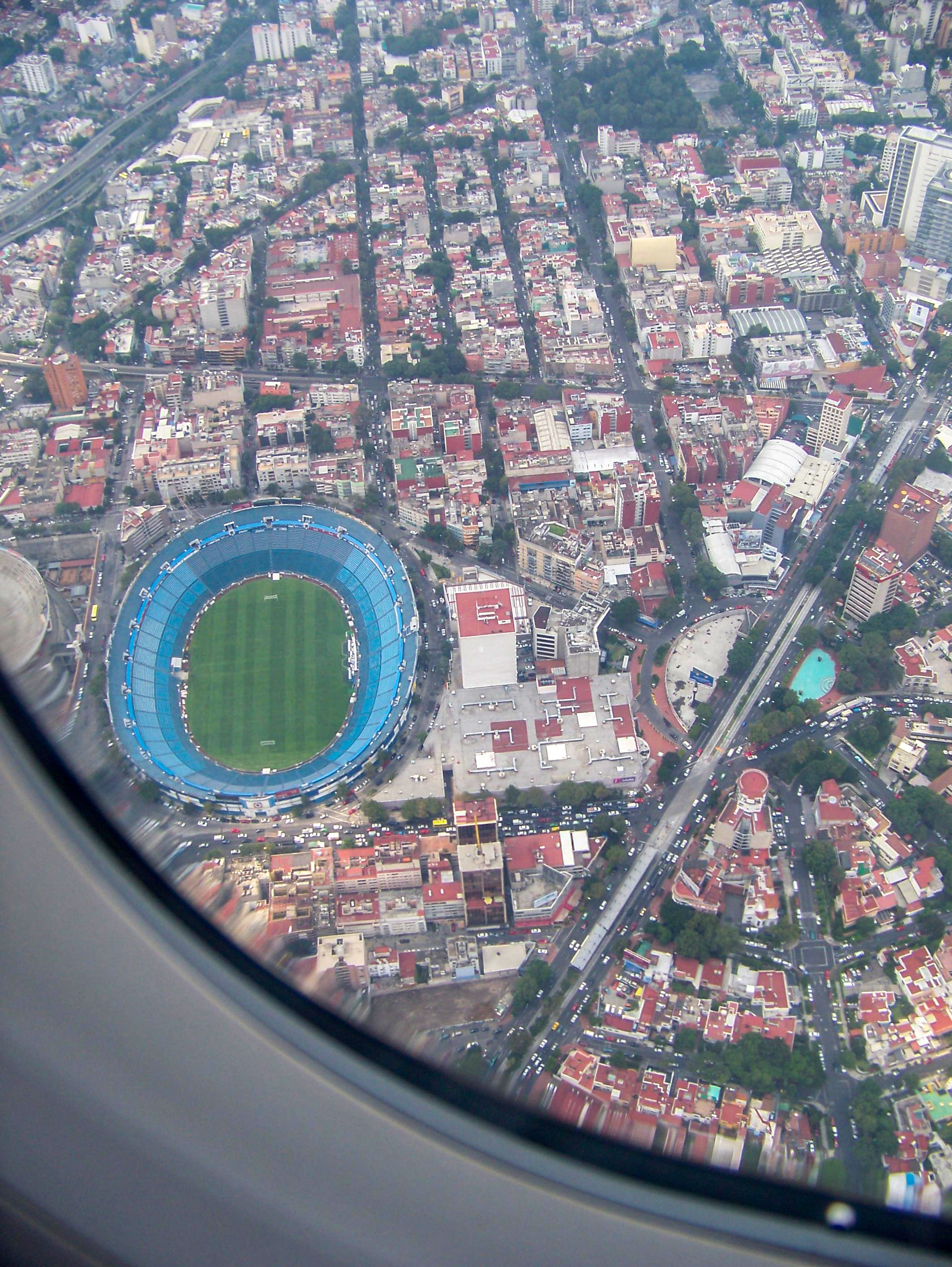
Estadio Azul from the air
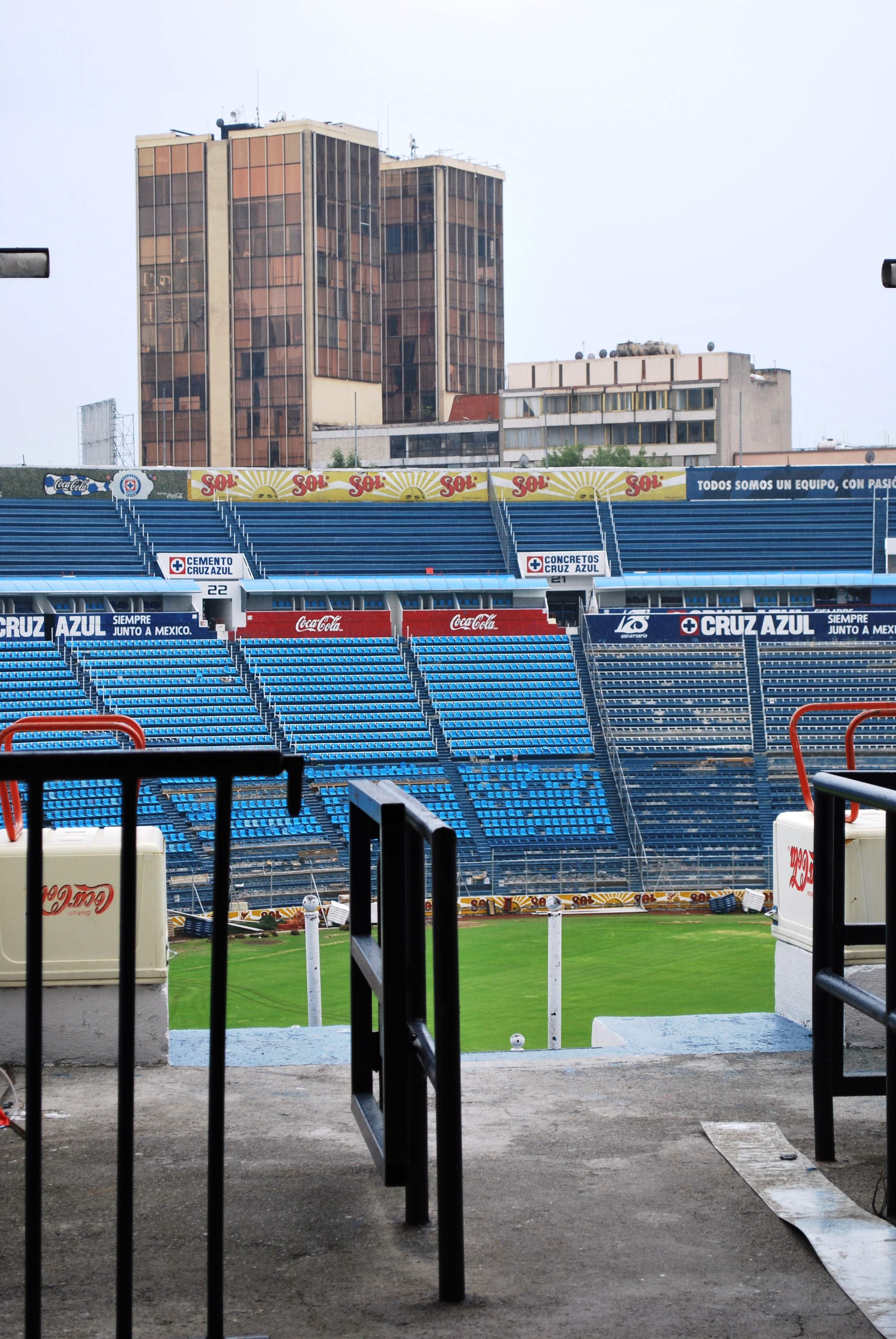
View inside the Estadio Azul